# Royal Rally of Scandinavia de 2025
El Royal Rally of Scandinavia de 2025, oficialmente 3. BAUHAUS Royal Rally of Scandinavia, fue la tercera edición y la tercera cita de la temporada 2025 del Campeonato de Europa de Rally. Se celebró del 29 al 31 de mayo y contó con un itinerario de diecisiete tramos que sumaban un total de 185,35 km cronometrados.
El noruego Eyvind Brynildsen se alzó con su primera victoria en el ERC tras imponerse en el Royal Rally of Scandinavia. El piloto nórdico, que apenas ha competido un par de veces al año, sorprendió a todos con una actuación brillante sobre la tierra sueca, superando al finlandés Roope Korhonen y al héroe local Isak Reiersen tras 17 tramos y 184 kilómetros de máxima exigencia. A los mandos de un Toyota GR Yaris Rally2 calzado con neumáticos Pirelli y copilotado por su compatriota Jørn Listerud, Brynildsen resistió la presión del joven Reiersen durante la jornada final. Empezó el día con 5,1 segundos de ventaja y tuvo que exprimir al máximo su ritmo para conservar el liderato, en una lucha que se mantuvo al rojo vivo hasta el último tramo. Reiersen, de solo 21 años, atacó desde el inicio del bucle matinal, reduciendo la diferencia hasta los 2,8 segundos tras la primera pasada por el tramo de Royal Forest. Pero Brynildsen, que había reservado neumáticos nuevos para el final, marcó el scratch en la especial 15 y recuperó aire con una ventaja de 7 segundos antes de la Power Stage. En ese último tramo, Korhonen fue el más rápido y logró arrebatar la segunda plaza a Reiersen por apenas unas décimas.
En las categorías inferiores, el joven polaco Tymoteusz Abramowski se impuso en el ERC 3, por delante del finés Ville Vatanen y del francés Tristan Charpentier. En el ERC4, el local Victor Hansen fue el único participante de su categoría y al no tener rivales, se adjudicó la victoria.

## Lista de inscritos
| Num.                     | Piloto               | Copiloto             | Automóvil              | Equipo                |
| ------------------------ | -------------------- | -------------------- | ---------------------- | --------------------- |
| 1                        | Roope Korhonen       | Anssi Viinikka       | Toyota GR Yaris Rally2 | Team MRF Tyres        |
| 2                        | Mikołaj Marczyk      | Szymon Gospodarczyk  | Škoda Fabia RS Rally2  | Mikołaj Marczyk       |
| 3                        | Mads Østberg         | Torstein Eriksen     | Citroën C3 Rally2      | TRT Rally Team        |
| 4                        | Andrea Mabellini     | Virginia Lenzi       | Škoda Fabia RS Rally2  | Andrea Mabellini      |
| 5                        | Isak Reiersen        | Stefan Gustavsson    | Škoda Fabia RS Rally2  | Isak Reiersen         |
| 6                        | Jos Verstappen       | Renaud Jamoul        | Škoda Fabia RS Rally2  | Jos Verstappen        |
| 7                        | Mille Johansson      | Johan Grönvall       | Škoda Fabia RS Rally2  | Mille Johansson       |
| 8                        | "Sasa"               | Rebeka Ollé          | Škoda Fabia RS Rally2  | Treff-Autóház Kft.    |
| 9                        | Jon Armstrong        | Shane Byrne          | Ford Fiesta Rally2     | M-Sport Ford WRT      |
| 10                       | Stéphane Lefebvre    | Andy Malfoy          | Toyota GR Yaris Rally2 | MRF Tyres Dealer Team |
| 11                       | Philip Allen         | Craig Drew           | Škoda Fabia RS Rally2  | Philip Allen          |
| 12                       | Jakub Matulka        | Damian Syty          | Škoda Fabia RS Rally2  | Jakub Matulka         |
| 14                       | Martin Vlček         | Jakub Kunst          | Hyundai i20 N Rally2   | Kowax DST Racing      |
| 15                       | Simone Tempestini    | Sergiu Itu           | Škoda Fabia RS Rally2  | Team MRF Tyres        |
| 16                       | Max McRae            | Cameron Fair         | Citroën C3 Rally2      | MRF Tyres Dealer Team |
| 17                       | Dariusz Biedrzyński  | Rafał Fiołek         | Hyundai i20 N Rally2   | Kowax DST Racing      |
| 18                       | Frank Tore Larsen    | Lars-Håkon Lundgreen | Volkswagen Polo GTI R5 | Team MRF Tyres        |
| 19                       | Eyvind Brynildsen    | Jørn Listerud        | Toyota GR Yaris Rally2 | Eyvind Brynildsen     |
| 20                       | Henning Solberg      | Stéphane Prévot      | Škoda Fabia RS Rally2  | Topp-Cars Rally Team  |
| 21                       | Igor Widłak          | Daniel Dymurski      | Ford Fiesta Rally3     | Grupa PGS RT          |
| 22                       | Tristan Charpentier  | Florian Barral       | Ford Fiesta Rally3     | Tristan Charpentier   |
| 23                       | Hubert Kowalczyk     | Jarosław Hryniuk     | Renault Clio Rally3    | Hubert Kowalczyk      |
| 24                       | Adrian Rzeźnik       | Kamil Kozdroń        | Ford Fiesta Rally3     | Adrian Rzeźnik        |
| 25                       | Tymoteusz Abramowski | Grzegorz Dachowski   | Ford Fiesta Rally3     | Tymoteusz Abramowski  |
| 26                       | Błażej Gazda         | Michał Jurgała       | Renault Clio Rally3    | Błażej Gazda          |
| 27                       | Martin Ravenščak     | Dora Ravenščak       | Ford Fiesta Rally3     | IK Sport Racing       |
| 28                       | Ville Vatanen        | Jarno Ottman         | Renault Clio Rally3    | Ville Vatanen         |
| 29                       | Victor Hansen        | Ditte Kammersgaard   | Peugeot 208 Rally4     | Victor Hansen         |
| 31                       | Tommi Jylhä          | Mika Nevanpää        | Škoda Fabia R5         | Tommi Jylhä           |
| Fuente: ewrc-results.com |                      |                      |                        |                       |

## Itinerario
| Día                     | Tramo | Nombre               | Distancia | Ganador de la etapa | Automóvil              | Tiempo | Líder de la general |
| ----------------------- | ----- | -------------------- | --------- | ------------------- | ---------------------- | ------ | ------------------- |
| Día 1 (13 de junio)     | -     | Örnäs (Shakedown)    | 6.70 km   | Philip Allen        | Škoda Fabia RS Rally2  | 2:42.9 | -                   |
| Día 1 (13 de junio)     | SS1   | Bråtebäcken          | 3.75 km   | Simone Tempestini   | Škoda Fabia RS Rally2  | 2:24.0 | Simone Tempestini   |
| Día 2 (14 de junio)     | SS2   | Grönlund 1           | 9.65 km   | Isak Reiersen       | Škoda Fabia RS Rally2  | 5:01.3 | Eyvind Brynildsen   |
| Día 2 (14 de junio)     | SS3   | Värmskog 1           | 14.46 km  | Isak Reiersen       | Škoda Fabia RS Rally2  | 7:39.0 | Isak Reiersen       |
| Día 2 (14 de junio)     | SS4   | Grönlund 2           | 9.65 km   | Jon Armstrong       | Ford Fiesta Rally2     | 4:52.7 | Eyvind Brynildsen   |
| Día 2 (14 de junio)     | SS5   | Värmskog 2           | 14.46 km  | Mads Østberg        | Citroën C3 Rally2      | 7:28.8 | Eyvind Brynildsen   |
| Día 2 (14 de junio)     | SS6   | Gåardsjö 1           | 11.39 km  | Frank Tore Larsen   | Volkswagen Polo GTI R5 | 5:30.0 | Eyvind Brynildsen   |
| Día 2 (14 de junio)     | SS7   | Colins 1             | 9.01 km   | Andrea Mabellini    | Škoda Fabia RS Rally2  | 4:46.7 | Eyvind Brynildsen   |
| Día 2 (14 de junio)     | SS8   | Gåardsjö 2           | 11.39 km  | Eyvind Brynildsen   | Škoda Fabia RS Rally2  | 5:22.9 | Eyvind Brynildsen   |
| Día 2 (14 de junio)     | SS9   | Colins 2             | 9.01 km   | Roope Korhonen      | Toyota GR Yaris Rally2 | 4:42.2 | Eyvind Brynildsen   |
| Día 3 (15 de junio)     | SS10  | Ängebäckstorp 1      | 11.32 km  | Isak Reiersen       | Škoda Fabia RS Rally2  | 5:34.1 | Eyvind Brynildsen   |
| Día 3 (15 de junio)     | SS11  | Bjurerud 1           | 7.01 km   | Andrea Mabellini    | Škoda Fabia RS Rally2  | 3:20.8 | Eyvind Brynildsen   |
| Día 3 (15 de junio)     | SS12  | Ängebäckstorp 2      | 11.32 km  | Roope Korhonen      | Toyota GR Yaris Rally2 | 5:30.2 | Eyvind Brynildsen   |
| Día 3 (15 de junio)     | SS13  | Bjurerud 2           | 7.01 km   | Isak Reiersen       | Škoda Fabia RS Rally2  | 3:20.7 | Eyvind Brynildsen   |
| Día 3 (15 de junio)     | SS14  | Royal Forest 1       | 20.14 km  | Roope Korhonen      | Toyota GR Yaris Rally2 | 9:54.9 | Eyvind Brynildsen   |
| Día 3 (15 de junio)     | SS15  | Ölme 1               | 7.82 km   | Eyvind Brynildsen   | Škoda Fabia RS Rally2  | 4:00.8 | Eyvind Brynildsen   |
| Día 3 (15 de junio)     | SS16  | Royal Forest 2       | 20.14 km  | Andrea Mabellini    | Škoda Fabia RS Rally2  | 9:46.3 | Eyvind Brynildsen   |
| Día 3 (15 de junio)     | SS17  | Ölme 2 (Power Stage) | 7.82 km   | Roope Korhonen      | Toyota GR Yaris Rally2 | 3:59.2 | Eyvind Brynildsen   |
| Fuente:ewrc-results.com |       |                      |           |                     |                        |        |                     |

### Power stage
El power stage fue un tramo de 7,82 km. Se otorgaron puntos adicionales a los cinco más rápidos.
| Pos. | Piloto            | Copiloto             | Tiempo | Diferencia | Puntos |
| ---- | ----------------- | -------------------- | ------ | ---------- | ------ |
| 1    | Roope Korhonen    | Anssi Viinikka       | 3:59.2 | 0.0        | 5      |
| 2    | Andrea Mabellini  | Virginia Lenzi       | 3:59.3 | +0.1       | 4      |
| 3    | Jon Armstrong     | Shane Byrne          | 4:00.5 | +1.3       | 3      |
| 4    | Frank Tore Larsen | Lars-Håkon Lundgreen | 4:00.5 | +1.3       | 2      |
| 5    | Eyvind Brynildsen | Jørn Listerud        | 4:01.5 | +2.3       | 1      |

## Clasificación final
| Pos.                     | Piloto               | Copiloto             | Automóvil              | Tiempo    | Diferencia | Puntos  |
| General                  | General              | General              | General                | General   | General    | General |
| ------------------------ | -------------------- | -------------------- | ---------------------- | --------- | ---------- | ------- |
| 1.                       | Eyvind Brynildsen    | Jørn Listerud        | Toyota GR Yaris Rally2 | 1:33:40.8 | 0.0        | 30      |
| 2.                       | Roope Korhonen       | Anssi Viinikka       | Toyota GR Yaris Rally2 | 1:33:45.7 | +4.9       | 24      |
| 3.                       | Isak Reiersen        | Stefan Gustavsson    | Škoda Fabia RS Rally2  | 1:33:50.4 | +9.6       | 21      |
| 4.                       | Andrea Mabellini     | Virginia Lenzi       | Škoda Fabia RS Rally2  | 1:34:02.8 | +22.0      | 19      |
| 5.                       | Frank Tore Larsen    | Lars-Håkon Lundgreen | Volkswagen Polo GTI R5 | 1:34:06.0 | +25.2      | 17      |
| 6.                       | Mille Johansson      | Johan Grönvall       | Škoda Fabia RS Rally2  | 1:34:31.1 | +50.3      | 15      |
| 7.                       | Mikołaj Marczyk      | Szymon Gospodarczyk  | Škoda Fabia RS Rally2  | 1:34:48.4 | +1:07.6    | 13      |
| 8.                       | Mads Østberg         | Lucas Karlsson       | Citroën C3 Rally2      | 1:35:18.6 | +1:37.8    | 11      |
| 9.                       | Simone Tempestini    | Sergiu Itu           | Škoda Fabia RS Rally2  | 1:35:35.8 | +1:55.0    | 9       |
| 10.                      | Jon Armstrong        | Shane Byrne          | Ford Fiesta Rally2     | 1:36:07.0 | +2:26.2    | 7       |
| 11.                      | Stéphane Lefebvre    | Andy Malfoy          | Toyota GR Yaris Rally2 | 1:36:29.2 | +2:48.4    | 5       |
| 12.                      | Jakub Matulka        | Damian Syty          | Škoda Fabia RS Rally2  | 1:36:41.6 | +3:00.8    | 4       |
| 13.                      | Tymoteusz Abramowski | Jakub Wróbel         | Ford Fiesta Rally3     | 1:38:27.3 | +4:46.5    | 3       |
| 14.                      | Ville Vatanen        | Jarno Ottman         | Renault Clio Rally3    | 1:38:34.4 | +4:53.6    | 2       |
| 15.                      | Tristan Charpentier  | Florian Barral       | Ford Fiesta Rally3     | 1:38:35.2 | +4:54.4    | 1       |
| ERC3                     |                      |                      |                        |           |            |         |
| 1.                       | Tymoteusz Abramowski | Jakub Wróbel         | Ford Fiesta Rally3     | 1:38:27.3 | 0.0        | 30      |
| 2.                       | Ville Vatanen        | Jarno Ottman         | Renault Clio Rally3    | 1:38:34.4 | +7.1       | 24      |
| 3.                       | Tristan Charpentier  | Florian Barral       | Ford Fiesta Rally3     | 1:38:35.2 | +7.9       | 21      |
| 4.                       | Adrian Rzeźnik       | Kamil Kozdroń        | Ford Fiesta Rally3     | 1:38:50.6 | +23.3      | 19      |
| 5.                       | Igor Widłak          | Daniel Dymurski      | Ford Fiesta Rally3     | 1:45:04.5 | +6:37.2    | 17      |
| 6.                       | Błażej Gazda         | Michał Jurgała       | Renault Clio Rally3    | 1:47:56.0 | +9:28.7    | 15      |
| ERC4                     |                      |                      |                        |           |            |         |
| 1.                       | Victor Hansen        | Ditte Kammersgaard   | Peugeot 208 Rally4     | 2:48:03.8 | 0.0        | 30      |
| Fuente: ewrc-results.com |                      |                      |                        |           |            |         |